# Pentametrocrinus diomedeae
Pentametrocrinus diomedeae is een haarster uit de familie Pentametrocrinidae.
De wetenschappelijke naam van de soort werd in 1908 gepubliceerd door Austin Hobart Clark.